# Leucophlebia rosacea
Leucophlebia rosacea là một loài bướm đêm thuộc họ Sphingidae. Nó được tìm thấy ở Ấn Độ.